# Neurotrofina-3
La neurotrofina-3, o NT-3, es un factor neurotrófico de la familia de las neurotrofinas NGF. 
Es una proteína del factor de crecimiento que tiene la actividad en ciertas neuronas del sistema nervioso periférico y central, que ayuda a la supervivencia y la diferenciación de las neuronas existentes, y potenciar el crecimiento y la diferenciación de nuevas neuronas y la sinapsis. 

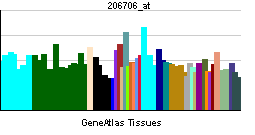
Patrón de expresión génica de la neurotrofina-3.

La NT-3 fue el tercer factor neurotrófico que se caracterizó, después del NGF y del BDNF.
La NT-3 es único entre las neurotrofinas en el número de neuronas que potencialmente pueden estimular, dada su capacidad de activar dos de los receptores de neurotrofinas tirosina quinasa (TrkC y TrkB). Los ratones nacidos sin la capacidad de sintetizar NT-3 tienen pérdida de la propiocepción y de subconjuntos de neuronas sensoriales mecanorreceptoras.
- Datos: Q14904569